# Internationales Frauenfilmfestival Dortmund/Köln

Logo des Festivals

Das Internationale Frauenfilmfestival Dortmund | Köln, kurz IFFF Dortmund | Köln, ist das führende internationale Frauenfilmfestival Deutschlands. Es findet jährlich abwechselnd in Dortmund und Köln statt und präsentiert rund 100 Filme und mehrere internationale Wettbewerbe mit einem Programm aktueller und historischer Filme, die speziell von Frauen gedreht und/oder produziert worden sind. Neben dem Wettbewerb bietet das Festival ein Angebot an Informationen und Bildungsmöglichkeiten für Frauen und Mädchen in Form von Workshops, Vorträgen und Werkstattgesprächen.

## Geschichte
Das Internationale Frauenfilmfestival Dortmund | Köln ging 2006 aus der Fusion der beiden in den 1980er-Jahren gegründeten Frauenfilmfestivals femme totale (Dortmund) und feminale (Köln) hervor und ist heute das größte und älteste Frauenfilmfestival Deutschlands.
Künstlerische Leitung:
- Silke Johanna Räbiger (1993 – 2006 femme totale; 2006–2018 IFFF Dortmund | Köln)
- Dr. Maxa Zoller (seit 2018)
- Geschäftsführung: Christina Essenberger (seit 2007)[1]

## Struktur
Das Programm des Festivals in Köln teilt sich in drei Sektionen auf: Panorama, Querblick und einen Länderfokus. Die Sektion Panorama gibt einen Überblick über das aktuelle Schaffen von Filmemacherinnen weltweit, unabhängig von Thema oder Genre des Films. In der Sektion begehrt! – filmlust queer werden aktuelle Lesben-, Queer- und Transgenderfilme gezeigt. Der Länderfokus gibt Einblicke in die Filmszene einer bestimmten Nation (2008: China, 2012: Polen) oder Kulturkreis (2012: Arabische Welt).
Im Gegensatz dazu steht das Filmprogramm in Dortmund stets unter einem Themenschwerpunkt (2007: Musik), internationale Neuentdeckungen, Spielfilm-Debüts und einen Überblick über das Filmschaffen von Frauen weltweit.

## Wettbewerbe
In Dortmund werden vom Themenschwerpunkt unabhängig zwei Wettbewerbe ausgerichtet und zwei Preise verliehen: Der vom Unternehmen RWE gestiftete und mit 25.000 Euro dotierte Regiepreis und der mit 10.000 Euro dotierte Dortmunder Ehrenpreis Dokumentarfilm, der das Gesamtwerk einer europäischen Dokumentarfilmerin würdigt.
In Köln werden mit dem mit 10.000 Euro dotierten internationalen Debüt-Spielfilmpreis junge Regisseurinnen gefördert. Seit 2012 findet außerdem der Nationale Wettbewerb für Bildgestalterinnen statt, der mit 5000 Euro dotiert ist und von einer dreiköpfigen Jury aus international renommierten Bildgestalterinnen vergeben wird. Zudem gibt es einen Publikumspreis in Höhe von 1000 Euro, der von der Zeitschrift choices gestiftet wird. Im Jahr 2014 gewann Schnee von gestern, ein Dokumentarfilm von Yael Reuveny, diesen Publikumspreis.